# Dolichoneura missionis
Dolichoneura missionis là một loài bướm đêm trong họ Geometridae.